# Yūichi Shibakoya
Yūichi Shibakoya (jap. 柴小屋 雄一 Shibakoya Yūichi; ur. 16 czerwca 1983) – japoński piłkarz występujący na pozycji obrońcy.

## Kariera klubowa
Od 2002 do 2010 roku występował w klubach Oita Trinita, Mito HollyHock, Sagan Tosu i Ehime FC.